# ユーラスエナジー瀬戸
ユーラスエナジー瀬戸（ユーラスエナジーせと）は、ユーラスエナジーホールディングスの関連会社。愛媛県西宇和郡伊方町に風力発電所を所有している。

## 会社概要
- 本社 - 愛媛県西宇和郡伊方町
- 事業 - 風力発電所の運営・電力の販売など
- 株主 - ユーラスエナジーホールディングス

## 瀬戸ウインドファーム
2009年から稼動を開始した。愛媛県西宇和郡伊方町に立地している。
2,000kW×4基の風車(ガメサ・エオリカ社製)で構成され、8,000kWの発電能力を持っている。